# Jamari Rose
Jamari Rose (né le 10 août 1995) est un athlète jamaïcain, spécialiste des épreuves de sprint. 

## Biographie
Il remporte la médaille de bronze du relais 4 × 400 mètres lors des Jeux du Commonwealth de 2018, à Gold Coast.

## Palmarès
| Date | Compétition               | Lieu       | Résultat | Épreuve           | Temps         |
| ---- | ------------------------- | ---------- | -------- | ----------------- | ------------- |
| 2017 | Relais mondiaux de l'IAAF | Nassau     | 3e       | 4 × 400 m (mixte) | 3 min 20 s 26 |
| 2018 | Jeux du Commonwealth      | Gold Coast | 3e       | 4 × 400 m         | 3 min 1 s 97  |

## Records
| Épreuve | Temps   | Lieu     | Date         |
| ------- | ------- | -------- | ------------ |
| 400 m   | 45 s 68 | Kingston | 25 juin 2017 |